# Площадь Культуры
Пло́щадь Культу́ры — площадь в Невском районе Санкт-Петербурга. Находится на пересечении улицы Бабушкина с улицей Ткачей.

## Наименование
Название площадь Культуры присвоено 2 января 1926 года, связано с тем, что на площади предполагалось построить Дом культуры.

## Достопримечательности

### Сад Ткачей
Сад Ткачей разбит на пересечении улицы Бабушкина и улицы Ткачей.

### Жилмассив для рабочих-текстильщиков (улица Ткачей, дома 14, 32, 34, 62)
Жилмассив для рабочих-текстильщиков построен в стиле конструктивизма в 1927—1929 годах по проекту архитекторов Д. П. Бурышкина, Л. М. Тверского.

### Школа № 327 (улица Ткачей, дом 9, улица Бабушкина, дом 21)
Школа № 120 имени КИМа или Школа № 327 Невского района. Здание школы в стиле конструктивизма по строено в 1927-1929 годах по проекту архитектора Г.А. Симонова. Здание школы называли «серп и молот». Состоит из нескольких блоков, выделенных по функциональному признаку, с разделением отдельных возрастных групп учащихся, разграничением учебных, общешкольных и клубных помещений. В 1950-е годы в этой школе располагалась спортивная школа Невского района.
- улица Ткачей, дом 14
- улица Ткачей, дом 32
- Сад Ткачей
- Сад Ткачей

## Транспорт
Ближайшие станции метро к площади Культуры:  «Елизаровская» (пешком до площади 520 м),  «Ломоносовская» (2 км).
На площади есть остановка общественного транспорта «Улица Ткачей»: автобус 95, 116, 253, 264.